# Richmond Hill (Ontario)
Richmond Hill is een stad in de regio York ten noorden van Toronto in de Canadese provincie Ontario. In 2006 telde de plaats 162.704 inwoners.
Het gebied werd rond 1801 voor het eerst bewoond door Engelse immigranten, die het aanduidden met de naam Miles Hill (naar Abner Miles, een beroemde immigrant). Later wijzigde de naam naar Mount Pleasant. Volgens een plaatselijke legende werd het in Richmond Hill omgedoopt, toen de 4e Hertog van Richmond, Charles Lennox, de plaats in 1820 bezocht.

## Geboren
- Dylan Neal (1969), acteur
- Trish Stratus (1975), professioneel worstelaarster